# Показалец
Показалец е вторият пръст на ръката, ако се брои от страната на палеца. Той е също така вторият по големина пръст на ръката. Името му идва от главната му функция, а именно да се посочва, показва с него. Въпреки това този жест се счита за неучтив, неприличен в някои страни като България, Русия и Чили.
Когато се почуква с него по масата, означава че нещо се иска тук и сега. Поднесен към устните е знак за мълчание. Когато показалецът е издигнат на нивото на главата и се поклаща напред-назад, означава „внимавай!“. Понякога спортисти издигат двата си показалеца високо във въздуха, което означава, че са завършили на първо място. Показалецът се използва и за да се чертае с него в пясъка. С него се манипулира и мишката на лаптоп. С показалеца на ръката се натиска и спусъка на пистолет.